# برج العامري
برج العامري هي مدينة تقع في ولاية منوبة على بعد 30 كيلومترا (19 ميل) جنوب غرب مدينة تونس،.
و يقطن ببلدية برج العامري 5556 نسمة ، وهي المدينة الرئيسية لمعتمدية برج العامري ذات الـ 16184 نسمة.
تحتوي على عديد المواقع الأثرية وخصوصا الحمامات الرومانية علي غرار حمامات سيدي غريب التي تم استخراج أكبر لوحة فسيفساء في تونس وهي لوحة Hercul de Massicault نسبة إلى المدينة .
تم إنشاؤها بواسطة مرسوم من باي تونس في 17 ديسمبر 1904. في ذلك الوقت كانت تعرف باسم Massicault تكريما لMassicault Justin ، المقيم العام لفرنسا في تونس من 23 نوفمبر 1886 إلى 5 نوفمبر 1892. أعيدت تسميتها برج العامري في عام 1961، نسبة إلى حصن (برج) قديم.
وهي معروفة بإيواءها لمطار برج العامري ولمدرسة الطيران التابعة لسلاح الجو التي أنشئت في سنة 1960، والتي تستخدم المطار.